# Caerphilly Rugby Football Club
Il Caerphilly Rugby Football Club è una squadra gallese di rugby a 15 fondata nel 1887. Giocano nello stadio Virginia Park di Caerphilly e sono soprannominati The Cheesemen.
Durante la stagione 2006-07 ha partecipato alla WRU Division One East, la divisione inferiore della Welsh Premier Division.

## Storia
Il club fu fondato il 26 agosto 1887. Da allora il Caerphilly ha disputato molte stagioni nella massima divisione gallese, la Welsh Premier Division. Il Caerphilly è stato ammesso due volte nella WRU (la federazione gallese), una nel 1900 e l'altra nel 1955, quando la squadra fu sciolta e poi riformata.

## Successi recenti
Il Caerphilly ha raggiunto recentemente due finali importanti, quella di European Shield del 2002 (persa con i francesi del Castres Olympique) e quella di Welsh Cup nel 2004 (persa col Neath RFC).